# Grabovica (Tomislavgrad, BiH)
Grabovica je naseljeno mjesto u općini Tomislavgrad, Federacija Bosne i Hercegovine, BiH.
Selo se nalazi kraj Buškog jezera, sjeverno od planine Kamešnice. Nadmorska visina sela je oko 710 metara nadmorske visine.

## Stanovništvo

### Katolici u Grabovici 1844.
Popis katoličkih vjernika u župi Grabovica na dan 20. kolovoza 1844. napravio je mjesni župnik fra Andrija Tvrtković.
| Katoličko stanovništvo župe Grabovica 1844. |           |              |
| naselje                                     | broj kuća | stanovništvo |
| Bukova Gora                                 | 13        | 99           |
| Dobrići                                     | 29        | 183          |
| Gaj i Privola                               | 10        | 58           |
| Grabovica                                   | 22        | 168          |
| Kazaginac                                   | 7         | 83           |
| Korita                                      | 7         | 74           |
| Liskovača                                   | 9         | 79           |
| Prisoje                                     | 28        | 282          |
| Renjići                                     | 6         | 55           |
| Rašeljke                                    | 7         | 97           |
| Vrilo                                       | 12        | 104          |
| ukupno                                      | 160       | 1282         |

### 1991.
Nacionalni sastav stanovništva 1991. godine, bio je sljedeći:
ukupno: 350
- Hrvati - 345 (98,57%)
- Jugoslaveni - 3 (0,86%)
- ostali, neopredijeljeni i nepoznato - 2 (0,57%)

### 2013.
Nacionalni sastav stanovništva 2013. godine, bio je sljedeći:
ukupno: 543
- Hrvati - 540 (99,45%)
- Bošnjaci - 1 (0,18%)
- ostali, neopredijeljeni i nepoznato - 2 (0,37%)

## Poznate osobe
- Ivan Ivančić, hrvatski bacač kugle, trener olimpijske, svjetske i europske atletske prvakinje Sandre Perković